# Jon Steele

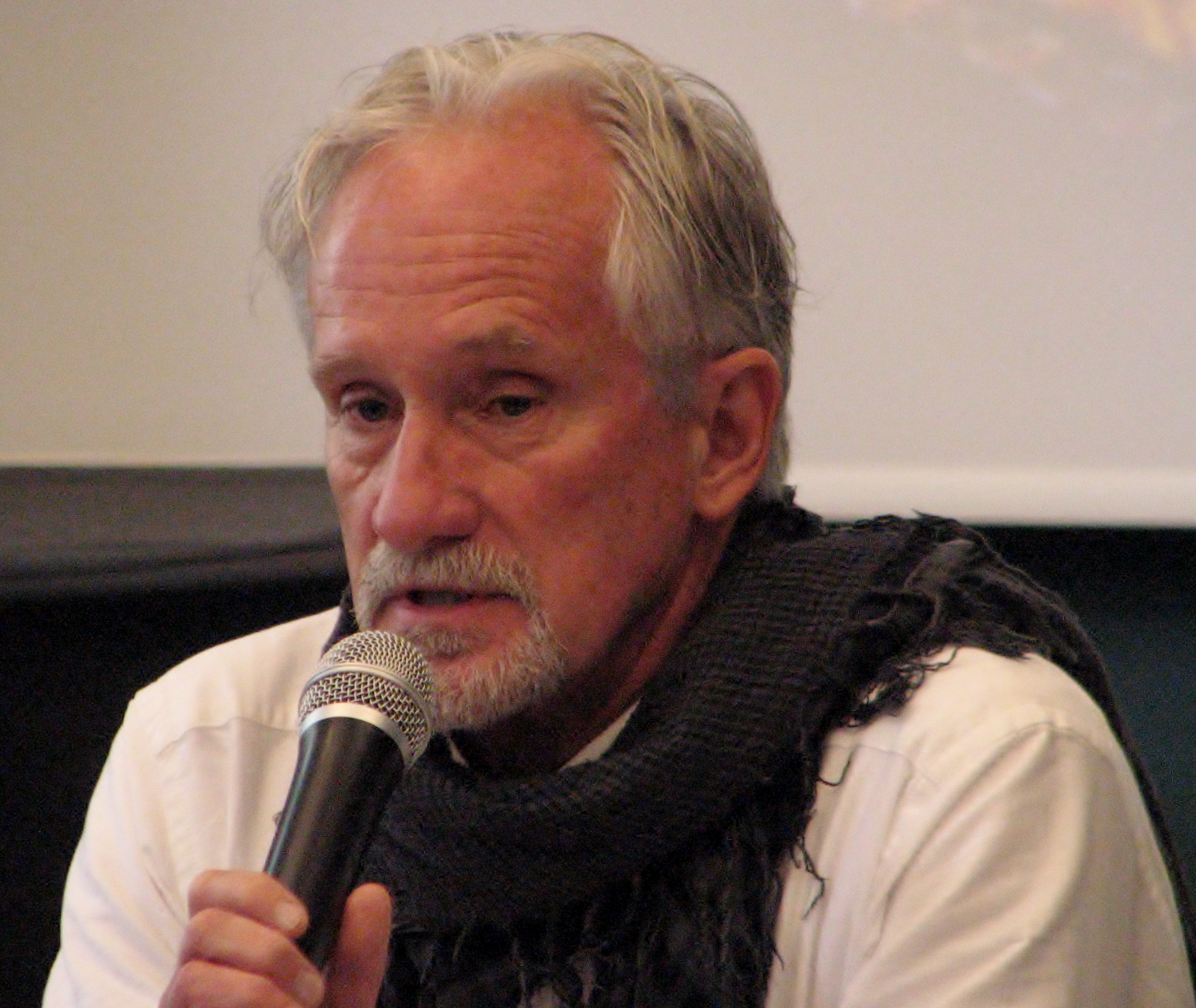
Jon Steele

Jon Steele is een Amerikaanse schrijver en cameraman. 
Steele heeft als cameraman gewerkt voor Britse (ITN) en Amerikaanse nieuwsprogramma’s en was gestationeerd in Moskou en Jeruzalem. Verder heeft hij onder andere verslag gedaan van de onlusten in Georgië (1993), Rwanda (1993) en Sarajevo (1994).
Zijn belevenissen als cameraman heeft Jon Steele beschreven in het boek War Junkie (2002). Dit autobiografische boek beschrijft naast zijn persoonlijke avonturen ook zijn moeite met het aangaan van relaties, het verwerken van emoties en zijn drugsgebruik.
- Gemeinsame Normdatei: 128876735
- International Standard Name Identifier: 0000 0000 7871 0687
- Library of Congress Control Number: nb2002049389
- Nationale Bibliotheek van Tsjechië: jo2013761629
- Nederlandse Thesaurus van Auteursnamen: 250226693
- Virtual International Authority File: 48734327
- WorldCat: E39PBJvHbypCXDgywMrG4vKKh3